# Congosorex
A Congosorex az emlősök (Mammalia) osztályának Eulipotyphla rendjébe, ezen belül a cickányfélék (Soricidae) családjába és az afrikai fehérfogú cickányok (Myosoricinae) alcsaládjába tartozó nem.

## Előfordulásuk
A Congosorex-fajok korábban csak Afrika középső részén fordultak elő, azonban egy új tanzániai faj felfedezésével eme emlősnem elterjedése keletre is kiterjedt.

## Rendszerezés
A nembe az alábbi 3 élő faj tartozik:
- Congosorex phillipsorum Stanley, Rogers & Hutterer, 2005
- Congosorex polli (Heim de Balsac & Lamotte, 1956) - típusfaj
- Congosorex verheyeni Hutterer, Barrière & Colyn, 2001